# السنوات المجهولة ليسوع
تشير السنوات المجهولة ليسوع (وتسمى أيضًا سنوات صمته أو سنواته الضائعة أو سنواته المفقودة) عمومًا إلى فترة حياة يسوع بين طفولته وبداية خدمته، وهي فترة لم يصفها العهد الجديد.
عادةً ما يُصادف مفهوم «السنوات المجهولة ليسوع» في الأدب الباطني (إذ يشير في بعض الأحيان إلى أنشطته المحتملة بعد الصلب) ولكن لا يشيع استخدامه في الأدب الأكاديمي لأنه من المفترض أن يسوع كان يعمل على الأرجح نجارًا في الجليل، على الأقل بعض الوقت مع يوسف، منذ سن 12 وحتى سن 29.
في أواخر العصور الوسطى، ظهرت حكايات آرثرية بأن المسيح الشاب كان في بريطانيا. في القرنين التاسع عشر والعشرين بدأت النظريات تظهر أن ما بين سن 12 و29 كان يسوع قد زار الهند، أو درس مع الأسينيين في صحراء يهودا. رفضت الدراسات المسيحية الحديثة عمومًا هذه النظريات وترى أنه لا يوجد شيء معروف عن هذه الفترة الزمنية في حياة يسوع.
يشير استخدام «السنوات الضائعة» في «نظرية الإغماء» إلى أن يسوع نجا من صلبه واستمر في حياته، بدلًا من ما ورد في العهد الجديد أنه صعد إلى السماء مع ملاكين. أثار هذا الرأي، وما يتصل به من رأي مفاده أنه تجنب الصلب بالكامل، عدة تكهنات بشأن ما حدث له في السنوات المتبقية من حياته، ولكن هذه التكهنات لم يقبلها علماء التيار السائد.

## السنوات الثماني عشر المجهولة

### فجوة العهد الجديد
بعد روايات حياة يسوع الشاب، هناك فجوة تبلغ نحو 18 عامًا في قصته في العهد الجديد. بخلاف القول بأنه بعد أن بلغ من العمر 12 عامًا (لوقا 2:42) «وَأَمَّا يَسُوعُ فَكَانَ يَتَقَدَّمُ فِي الْحِكْمَةِ وَالْقَامَةِ وَالنِّعْمَةِ، عِنْدَ اللهِ وَالنَّاسِ» (لوقا 2:52)، لا يحتوي العهد الجديد على تفاصيل أخرى فيما يتعلق بالفجوة. تشير التعاليم المسيحية إلى أن يسوع عاش ببساطة في الجليل خلال تلك الفترة. وتعتقد الدراسات الحديثة أن هناك القليل من المعلومات التاريخية لتحديد ما حدث خلال تلك السنوات.
إن الأعمار من 12 إلى 29، والأعمار التقريبية في أي من نهاية السنوات المجهولة، لها بعض الأهمية في اليهودية من فترة الهيكل الثاني: 13 هو سن بار متسفا، عصر النضج العلماني، و30 سن الاستعداد للكهنوت، على الرغم من أن يسوع لم يكن من سبط لاوي.
أخذ المسيحيون عمومًا العبارة الواردة في مرقس 6:3 التي تشير إلى يسوع بأنه «أَلَيْسَ هذَا هُوَ النَّجَّارَ...؟» كدليل على أن يسوع كان يعمل نجارًا قبل سن الثلاثين. وتدل لهجة المقطع المؤدي إلى السؤال «أَلَيْسَ هذَا هُوَ النَّجَّارَ...؟» على أن المسيح كان معروفًا في المنطقة، ما يعزز أنه كان ينظر إليه عمومًا على أنه نجار في رواية الإنجيل قبل بداية خدمته. يطرح متى 13:55 السؤال على أنه «أليس هذا هو ابن النجار؟» ما يشير إلى أن مهنة النجارة كانت تجارة عائلية وكان يسوع يعمل في ذلك قبل بدء الوعظ والخدمة بحسب روايات الإنجيل.

### خلفية الجليل ويهودا
دفع السجل التاريخي للعدد الكبير من العمال العاملين في إعادة بناء صفورية (1984) وآخرين إلى اقتراح مفاده أنه عندما كان يسوع في سن المراهقة وفي العشرينات من العمر كان من الممكن أن يجد النجارون المزيد من العمالة في صفورية بدلًا من مدينة الناصرة الصغيرة.
وبصرف النظر عن العمالة العلمانية، فقد بُذلت بعض المحاولات لإعادة بناء الظروف اللاهوتية والحاخامية في «السنوات المجهولة»، على سبيل المثال: بعد وقت قصير من اكتشاف مخطوطات البحر الميت اقترح الروائي إدموند ويلسون (1955) أن يسوع قد درس مع الأسينيين، وتبعه التوحيدي تشارلز إف. بوتر (1958) وآخرون. رأى كتّاب آخرون أن هيمنة الفريسيين على اليهودية خلال تلك الفترة، وتفاعل يسوع الذي سجل لاحقًا مع الفريسيين، يجعل الخلفية الفريسية أكثر احتمالية، كما في الحالة المسجلة لجليلي آخر، وهو يوسيفوس الذي درس مع المجموعات الثلاث: الفريسيون، والصدوقيون، والأسينيون.